# Tournoi pré-olympique de l'AFC 1991-1992, premier tour, groupe C
Navigation
Groupe B Groupe D
Cet article donne les résultats des matches du groupe C lors du premier tour du tournoi pré-olympique de l'AFC 1991-1992.

## Villes et stades
Le tournoi a été disputé à Manama au Bahreïn du 19 au 25 septembre 1991.
| \| Manama \| |
| Manama       |

| Manama |

## Classement
Le tournoi a été disputé à Manama au Bahreïn du 19 au 25 septembre 1991.
| Rang | Équipe           | Pts     | J       | G       | N       | P       | Bp      | Bc      | Diff    |  | Résultats (▼ dom., ► ext.) |  |     |     |     |
| ---- | ---------------- | ------- | ------- | ------- | ------- | ------- | ------- | ------- | ------- |  | -------------------------- |  | --- | --- | --- |
| 1    | Bahreïn (en)     | 4       | 3       | 2       | 0       | 1       | 10      | 2       | +8      |  | Bahreïn (en)               |  | 0-2 | 4-0 | 6-0 |
| 2    | Arabie saoudite  | 4       | 3       | 2       | 0       | 1       | 8       | 3       | +5      |  | Arabie saoudite            |  |     | 1-2 | 5-1 |
| 3    | Jordanie (en)    | 4       | 3       | 2       | 0       | 1       | 9       | 5       | +4      |  | Jordanie (en)              |  |     |     | 7-0 |
| 4    | Sri Lanka (en)   | 0       | 3       | 0       | 0       | 3       | 1       | 18      | -17     |  | Sri Lanka (en)             |  |     |     |     |
| -    | Afghanistan (en) | Forfait | Forfait | Forfait | Forfait | Forfait | Forfait | Forfait | Forfait |  |                            |  |     |     |     |

## Détail des rencontres
| 1ère journée      | Bahreïn (en) | 6 - 0   | Sri Lanka (en) | Stade national de Bahreïn Manama, Bahreïn |                               |
| 19 septembre 1991 |              | (? - ?) |                | Arbitrage : Manouchehr Nazari             | Arbitrage : Manouchehr Nazari |

| 19 septembre 1991 | Arabie saoudite | 1 - 2   | Jordanie (en) | Stade national de Bahreïn Manama, Bahreïn |                            |
|                   |                 | (? - ?) |               | Arbitrage : Kiichiro Tachi                | Arbitrage : Kiichiro Tachi |

| 2ème journée      | Bahreïn (en) | 4 - 0   | Jordanie (en) | Stade national de Bahreïn Manama, Bahreïn |                              |
| 22 septembre 1991 |              | (? - ?) |               | Arbitrage : Hassan Al Mullah              | Arbitrage : Hassan Al Mullah |

| 23 septembre 1991 | Sri Lanka (en) | 1 - 5   | Arabie saoudite | Stade national de Bahreïn Manama, Bahreïn |                            |
|                   |                | (? - ?) |                 | Arbitrage : Osama Al Shami                | Arbitrage : Osama Al Shami |

| 3ème journée      | Bahreïn (en) | 0 - 2   | Arabie saoudite | Stade national de Bahreïn Manama, Bahreïn |                        |
| 25 septembre 1991 |              | (? - ?) |                 | Arbitrage : Jihong Wei                    | Arbitrage : Jihong Wei |

| 25 septembre 1991 | Jordanie (en) | 7 - 0   | Sri Lanka (en) | Stade national de Bahreïn Manama, Bahreïn |                         |
|                   |               | (? - ?) |                | Arbitrage : Ali Bujsaim                   | Arbitrage : Ali Bujsaim |